# Stalna besedna zveza
Stalna besedna zveza, frazeologem ali frazem je pomenska večbesedna enota, ki ima pomen različen od pomena posameznih besednih enot. Vsaj ena sestavina je rabljena metaforično in pomena stalne besedne zveze se lahko naučimo iz vsakdanjega govora ali z branjem.

## Izrazje
Izrazje na področju frazeologije še ni poenoteno in uporabljajo se različni termini. 
Izraz stalna besedna zveza je npr. za Kržišnikovo preohlapen in nakazuje, da gre le za besedne zveze, ne pa tudi za stavčne tvorbe. Pavlica in Suhadolnik uporabljata izraz fraza, ki pa je nekako neterminološki (zaradi neterminološke rabe, npr. ta človek govori same fraze). Pojavlja se tudi izraz frazeologizem, ki bi pa po Toporišiču lahko pomenil frazeološko varianto (npr. na vse kriplje – na vse pretege). Toporišič uvaja termin frazeologem (analogen izrazom fonem, morfem, tonem, sintaksem ...).

## Vrste frazemov
Frazem ima lahko vlogo stavka oziroma več stavkov v zloženem stavku (npr. Bolni zdravega nese) ali le dela stavka (npr, krvava rihta). Prve imenujemo rečenice, druge pa rekla. Rečenice se dalje delijo na pregovore, reke, izreke, prilike ...
Glede na predvidljivost stalne besedne zveze ločimo:
- sestave – pomen stalne besedne zveze je enak vsoti pomenov posameznih sestavin (npr. Siti lačnemu ne verjame, dnevna soba, spalna srajca). Razlika s prostimi besednimi zvezami je le v tem, da sestavov ne tvorimo sproti, temveč jih jemljemo iz spomina;
- skupe – pomen posamezne besede v takem frazeologemu je čisto poseben, enkraten (npr. kriva prisega, ljubezen do bližnjega; navadno, brez prenesene rabe bi rekli lažna prisega, ljubezen do sočloveka);
- sklope – stalne besedne zveze s prenesenim pomenom (npr. pretipati komu kosti = pretepsti koga, belo pogledati = začuditi se);
- zrasleke – pomena take besedne zveze ne moremo niti približno uganiti iz posameznih besed; nekatere teh besed kot sestavin same sploh ne nastopajo (priti na kant = obubožati, deveta briga = povsem nepomembna stvar, iti se solit kot izraz nejevolje)

## Delitev glede na pomen
Glede na pomen frazema ločimo:
- sopomenske frazeme – več frazemov s popolno ali delno istim pomenom (npr. biti za luno = biti čez les)
- protipomenske frazeme – frazemi z nasprotnim pomenom (npr. zavihati rokave : sedeti križem rok)
- polisemni frazemi – ista oblika ima več različnih pomenov (npr. črno gledati – 1. biti jezen, 2. biti črnogled/pesimističen, 3. brez cilja, 4. neprestano)
- enakozvočni/homonimni frazemi – ista oblika s popolnoma drugačnimi pomeni (npr. krvni davek – 1. dajatev, 2. izguba življenja)